# Cryptops milloti
Cryptops milloti är en mångfotingart som beskrevs av Lawrence 1960. Cryptops milloti ingår i släktet Cryptops och familjen Cryptopidae.
Artens utbredningsområde är Madagaskar. Inga underarter finns listade i Catalogue of Life.